# Fluvià

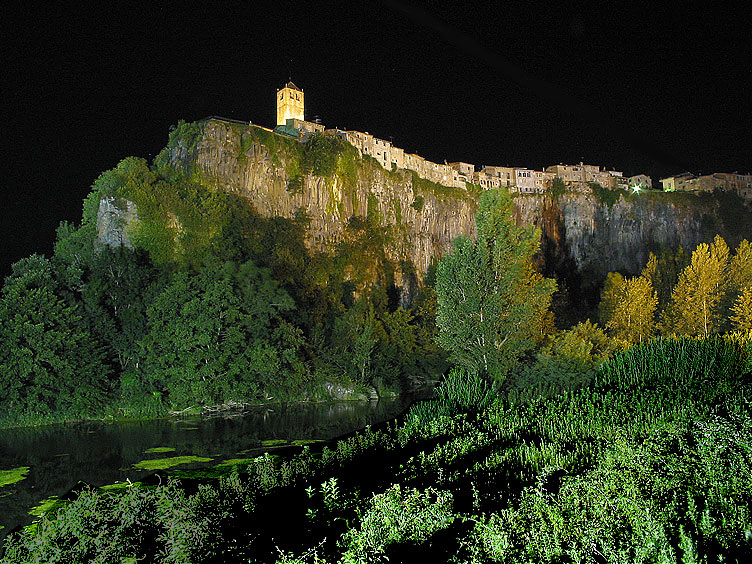
Felsen von Castellfollit

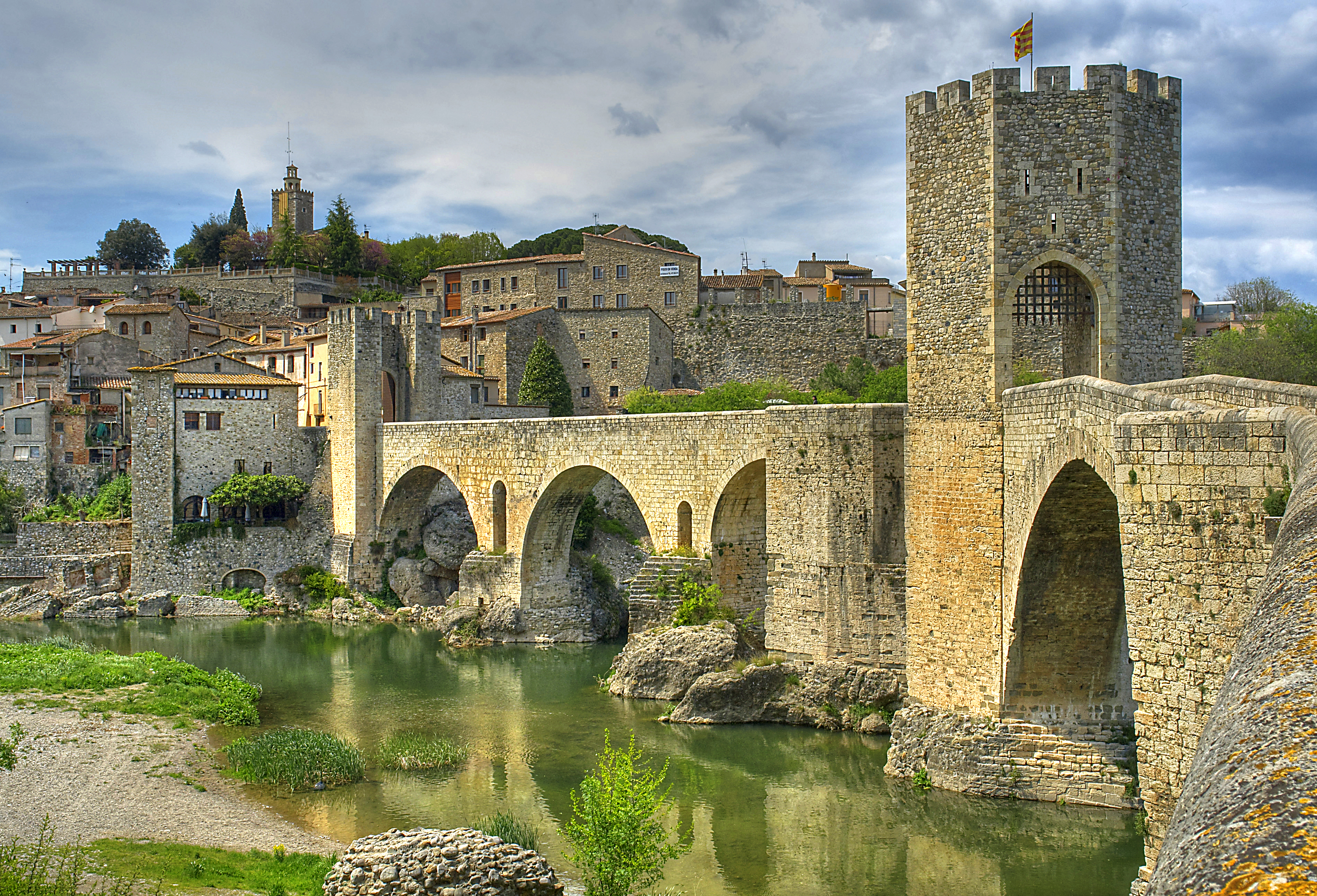
Río Fluvia und Brücke bei Besalú

Der Río Fluvià ist ein etwa 97 Kilometer langer Küstenfluss im Norden Kataloniens (Spanien).

## Verlauf
Der Río Fluvià entspringt in den Bergen von Collsacabra (Falgars d’en Bas) im Süden des Gemeindegebiets von La Vall d’en Bas bei Olot in einer Höhe von etwa 920 Metern ü. d. M.; die von Osten die Berge und die Ebene von La Vall d'en Bas in den Fluvià entwässernden Bäche – der Riera de Joanetes mit dem Wasserfall von Roure (Salt del Roure) und der Riera del Sallent mit dem Wasserfall von Salent (Salt de Sallent), ab der Einmündung des Riera de Gorners auch El Gurn genannt – müssen mit als Quellflüsse des Fluvià angesprochen werden. Anschließend durchfließt der Fluvià die Städte Olot, Castellfollit de la Roca, Besalú, Esponellà und Torroela de Fluvià und mündet in den Golf de Roses (Mittelmeer) in Höhe des Naturparks Aiguamolls de l’Empordà und in der Nähe des Ortes Sant Pere Pescador. Er durchfließt die Comarques Garrotxa und Alt Empordà. An der ehemaligen Flussmündung befand sich die antike Stadt Empúries. Die wichtigsten Nebenflüsse sind der Ser, der Gurn, der Llerca und der Oix.

## Besonderes
Mittel- und Unterlauf des Río Fluvià führen bei Dauerregen oder nach heftigen Gewitterregen in den Bergen starkes Hochwasser. Am 18. Oktober 1940 kam es im Raum Olot zu einer katastrophalen Flutwelle, die Mühlen (z. B. die Mühle El Collell wenige Kilometer westlich von Olot) und andere wassernahe Gebäude samt Bewohnern mit sich riss. Von der Zerstörungskraft des beschaulich wirkenden kleinen Flusses zeugen auch die beiden zerstörten Brücken bei Castellfollit de la Roca. Die auf römischen Fundamenten errichtete mittelalterliche Pont trencat fiel im Jahr 1641 einer riesigen Flutwelle zum Opfer. Besonders schön und markant ist die uns heil aus dem Mittelalter überkommene Fluvià-Brücke in Besalú.

## Orte am Fluss
- La Vall d’en Bas
- Olot
- Sant Joan les Fonts
- Castellfollit de la Roca
- Sant Jaume de Llierca
- Argelaguer
- Besalú
- Bàscara
- Sant Miquel de Fluvià
- Torroella de Fluvià
- Sant Pere Pescador

## Sehenswürdigkeiten
Spektakulär ist der Anblick der auf einem Felsen gelegenen Kleinstadt Castellfollit. Auch die turmbewehrte mittelalterliche Brücke bei Besalú sowie der Ort selbst sind beeindruckend.